# Église Saint-Rémi de Pouillé
L'église Saint-Rémi est une église catholique située à Pouillé, en France.

## Localisation
L'église est située dans le département français de la Vendée, sur la commune de Pouillé.

## Protection
L'église Saint-Rémi est classée au titre des monuments historiques en 1906.